# Metropolitano de Pyongyang

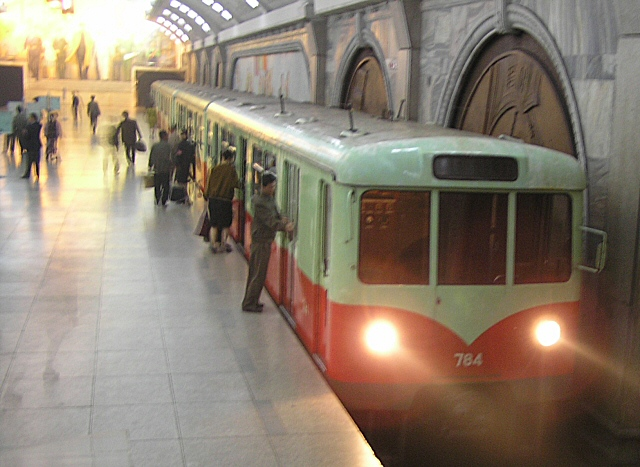
Trem chegando na estação Puhung

O Metrô de Pyongyang é o sistema de metropolitano que serve Pyongyang, a capital da Coreia do Norte. É o mais profundo no mundo, a 110 metros de profundidade, podendo assim ser usado como abrigo em caso de conflito armado.
Os nomes das estações não são relacionados ao local onde se encontram, mas sim a temas da revolução e a glorificação do regime. As estações foram feitas nos moldes do Metrô de Moscou estalinista, com grandes monumentos, candelabros, etc..
O sistema de Metrô de Pyongyang possui duas linhas Chollima ( 천리마 ) (12 km) e Hyoksin ( 혁신 )(10 km). Sua construção começou em 1968 e toda a rede se localiza a oeste do rio Taedong, devido a um acidente nas obras de um túnel que cruzaria o rio, matando ao menos 100 pessoas e engavetando a ideia de levar o sistema ao outro lado.

## Linha 1 (Chollima)
Estação:
| Logo | Estação         | significado literal do nome | Início do serviço |
| ---- | --------------- | --------------------------- | ----------------- |
|      | Pulgunbyol      | Estrela Vermelha            | 1973              |
|      | Chonu(전우역)   | Camarada                    | 1973              |
|      | Kaeson(개선역)  | Triunfo                     | 1973              |
|      | Tongil (통일역) | Reunificação                | 1973              |
|      | Sungni(숭리)    | Vitória                     | 1973              |
|      | Ponhwa(봉화)    | Tocha                       | 1973              |
|      | Yonggyang(영광) | Glória                      | 1987              |
|      | Puhung(부흥)    | Revitalização               | 1987              |

## Linha 2 (Hexin)
Estação:
| Logo | Estação     | Início do serviço |
| ---- | ----------- | ----------------- |
|      | Rangvon     | 1975              |
|      | Kvanmen     | 1975-1995         |
|      | Samhin      | 1975              |
|      | Chonsin     | 1975              |
|      | Heksin      | 1975              |
|      | Konsol'     | 1978              |
|      | Hvangimbol' | 1978              |
|      | Konguk      | 1985              |
|      | Kvanbok     | 1985              |
|      | Enun        | ????              |
|      | Chhilgok    | ????              |

## Linha 3 (Keson)
Estação:
| Logo | Estação       | Início do serviço |
| ---- | ------------- | ----------------- |
|      | Keson(개선역) | 201?              |
|      | Hexin         | 201?              |
|      | Sopo          | 201?              |
|      | Toso          | 201?              |